# 문강 (소설가)
문강(文康, 생몰년 미상)은 청나라의 소설가이다.

## 개요
청대(淸代) 협의애정소설(俠義愛情小說)의 대표작 『아녀영웅전(兒女英雄傳)』의 작자는 문강(文康)이라고 알려져 있다. 일반적으로 중국 고전소설의 작자에 대해서 명확하게 알 수 있는 경우는 상당히 드물다. 문강의 경우도 비슷한 상황이다. 문강은 대략 18세기와 19세기가 교차되는 시기에 태어났고, 사망 연도는 1865년 이전일 것으로 추정된다. 그는 성이 비막(費莫)이고 자(字)는 철선(鐵仙)이며 호(號)는 회암(悔庵) 또는 연북한인(燕北閒人)으로 만주(滿洲) 양홍기(鑲紅旗) 사람이다. 문강은 본래 비막문강이라 불러야 하지만 만주족의 습관에 따라 성을 따로 붙이지 않고 호칭한다. 그는 대학사(大學士) 문양공(文襄公) 늑보(勒保)의 둘째 손자로 이번원낭중(理藩院郞中), 휘주지부(徽州知府), 군수(郡守) 등의 벼슬을 역임했고 주장대신(駐藏大臣)으로 발탁되었으나 병으로 인해 수행하지 못하고 사망했다고 알려진다. 문강은 혁혁한 가문 출신이었으나 말년에 자식들이 불초하여 집안이 몰락하게 되자 『아녀영웅전』을 지으면서 마음을 달랬다.
그는 『홍루몽(紅樓夢)』의 작자 조설근(曹雪芹)에 대하여 나름대로 불만을 가지고 있었던 것으로 보인다. 
『아녀영웅전』 중에 나타난 인물 형상을 통해 보면 그러한 점을 분명히 알 수 있다. 『홍루몽』은 청대의 비극적인 애정소설로 남녀 주인공들이 모두 나약한 존재로 묘사되고 있다. 그렇지만 문강은 『아녀영웅전』에서 이상적인 남녀들을 제시하면서 해피엔드로 결말짓고 있다. 이러한 점은 행복한 결말을 선호하는 동양 문화의 정서를 명확하게 반영해 낸 것이다.